# Eurina sabroskyi
Eurina sabroskyi är en tvåvingeart som beskrevs av Kanmiya 1983. Eurina sabroskyi ingår i släktet Eurina och familjen fritflugor. Inga underarter finns listade i Catalogue of Life.